# Tarczyn
Tarczyn is een stad in het Poolse woiwodschap Mazovië, gelegen in de powiat Piaseczyński. De oppervlakte bedraagt 5,24 km², het inwonertal 3869 (2005).

## Verkeer en vervoer
- Station Tarczyn